# Kul (rejon stołpecki)
Kul (biał. Куль, Kul; ros. Куль, Kul) – wieś na Białorusi, w obwodzie mińskim, w rejonie stołpeckim, w sielsowiecie Litwa, nad Usą.
Znajduje tu się rzymskokatolicka kaplica św. Józefa z 1847, będąca filią parafii w Chotowie oraz ruiny dworu.

## Historia
Pod zaborami i w II Rzeczypospolitej wieś i majątek ziemski (folwark). W XIX i w początkach XX w. położony był w Rosji, w guberni mińskiej, w powiecie mińskim, w gminie słobodzkiej.
W dwudziestoleciu międzywojennym leżał w Polsce, w województwie nowogródzkim, w powiecie wołożyńskim, w gminie Iwieniec. W 1921 wieś liczyła 295 mieszkańców, zamieszkałych w 43 budynkach, wyłącznie Polaków. 270 mieszkańców było wyznania rzymskokatolickiego i 25 prawosławnego. Folwark liczył zaś 68 mieszkańców, zamieszkałych w 11 budynkach, w tym 65 Polaków i 3 Białorusinów. 65 mieszkańców było wyznania rzymskokatolickiego i 3 prawosławnego.
W czasie II wojny światowej 2 mieszkańców miejscowości dołączyło do Zgrupowania Stołpeckiego Armii Krajowej.
Po II wojnie światowej w granicach Związku Sowieckiego. Od 1991 w niepodległej Białorusi.